# Alexander Vencel (1967)
Alexander Vencel (Bratislava, 2 marzo 1967) è un allenatore di calcio ed ex calciatore slovacco, fino al 1993 cecoslovacco, di ruolo portiere.

## Palmarès

### Club

#### Competizioni nazionali
- Coppa di Lega francese: 1

Strasburgo: 1996-1997

#### Competizioni internazionali
- Coppa Intertoto UEFA: 1

Strasburgo: 1995